# Малага
Ма́лага (также Мала́га, исп. Málaga [ˈmalaɣa]) — город и порт на юге Испании, в Андалусии. Административный центр провинции Малага, шестой по величине город страны. По состоянию на 2018 год население составляет 571 026 человек. Муниципалитет находится в составе района (комарки) Малага — Коста-дель-Соль. Занимает площадь 395 км².
Один из древнейших городов Европы, Малага — значительный экономический и культурный центр, а также важный транспортный узел на средиземноморском побережье. Университетский город, место проведения Малагского кинофестиваля. Набережные носят имена известных уроженцев города — таких, как Пабло Пикассо и Антонио Бандерас.

## География
Малага расположена на крайнем западном побережье Средиземного моря на юге Пиренейского п-ва, приблизительно в 100 км на восток от Гибралтарского пролива. Площадь города занимает 398,25 км². Часть городской территории приходится на Малагские горы и долину реки Гуадальорсе. Город расположен в центре бухты, окружённой горными цепями. По Малаге протекают реки Гуадальмедина и Гуадальорсе, которые впадают в Средиземное море.

## Название
Хотя часто как этимон указывается финикийское слово, обозначающее «соль» (сравн. ивр. מלח mélaḥ, араб. ملح milḥ), различный консонантизм делает эту теорию маловероятной. Проблемы такого же порядка уменьшают правдоподобность заманчивого объяснения исходя из ивритского и финикийского глагола *l-q-ḥ «брать, хватать, скручивать» и с предлогом местного падежа *m- со значением «место, в котором скручивается (металл)» (*malqaḥ или похожее), что указывает на наличие какого-либо литейного производства. Помимо лингвистического объяснения, эта теория также находит подтверждение в частом появлении кузнечных клещей, выгравированных на монетах, отчеканенных в Малаге.
Лингвистически наиболее приемлема теория, которая отмечает форму семитского корня *m-l-k «царствовать, король, править», возможно, указывая на наличие на малагской земле храма, посвящённого какой-нибудь богине, вероятно Астарте (которая в семитской мифологии зовётся «королевой неба»). Уже в XVII столетии историк Мартин де Роа отметил, что название Малака происходит от ивритского *malach «королева», основываясь на цитате Страбона, который называл город «принцесса среди всех городов на этом побережье», и также используя филологический аргумент, что на арабском город имел идентичное название: «Арабы называли его тем же именем: Малак уроженец Малаки, король Мелик…» Если учитывать, что основатели Малаки происходили из могущественного финикийского города Тира, и что верховным богом этого города был Мелькарт mlk-q (король+город), и что на большинстве найденных монет монетного двора Малаки на реверсе изображён храм, а на аверсе — бог, то логично заключить, что этот храм и название города были посвящены этому верховному богу.

## История
Малага была основана финикийцами в VIII веке до н. э., что делает её одним из древнейших городов Европы. Малага была сначала федератом, а затем городом с латинским правом в Римской империи; процветающим городом Аль-Андалуса, четыре раза столицей особенной тайфы (мавританского княжества). Присоединена к кастильской короне в 1487 году после четырёхмесячной осады.
Основателями древней Малаки считаются финикийцы. С 218 года до н. э. Малака (лат. Malaca) находилась под властью Римской республики, а в 82—83 годах получила особые права по принятому при императоре Домициане закону (лат. Lex Flavia Malacitana), регулировавшему управление муниципий в испанской провинции Бетика и дававшему права римского гражданина быть свободнорожденным.
В 402 году Малага была завоёвана вестготами. В 552—624 годах — под властью Византийской империи, затем снова часть королевства вестготов. В 713 году Малага была завоёвана арабами, вторгшимися из Северной Африки. При арабах процветали ремёсла и торговля, в том числе международная. Помимо традиционной для региона выработки сладких уваренных вин, было налажено производство шёлка. С XI века центр особого княжества — тайфы Малага.
Завоёвана кастильскими войсками 18 августа 1487 года (после четырёхмесячной осады) и присоединёна к Кастилии.
В 1501 и 1568—1570 годах — один из центров восстаний морисков. В Новое время стала центром выработки и экспорта сладкого креплёного вина, именуемого «малага», уступая в этом отношении одному тольку Хересу. На протяжении восьми месяцев 1804 года страдала от «жёлтой лихорадки», унёсшей жизни 22 000 жителей.
В течение бурного XIX века город едва ли не первым в Испании пережил промышленную революцию.  Из-за своей революционной активности Малага получает титулы «Всегда бесстрашная» и «Первая, когда свобода в опасности», которые вошли в девиз города, отображённый на городском гербе. Во время Испанской революции 1868—1874 годов в Малаге произошло кантональное выступление бакунистов (июль 1873 года).
Малага как город вовсе не красива; но она лежит очень живописно; у ней прекрасный порт и самая изящная alameda (городское гулянье). Это длинный, сажен в пять шириною, бульвар, обсаженный густыми южноамериканскими растениями, между которыми расставлены мраморные бюсты римского времени, вырытые в окрестностях Малаги. Большая часть города сохранила еще свой мавританский характер, и в его вьющихся, темных улицах легко заблудиться. Старые, мавританские башни и ворота с своей аркой-подковою беспрестанно напоминают о времени владычества мавров, при которых Малага была значительным торговым и промышленным городом. Alcazaba, самая старая часть города, где живет теперь бедное простонародье, сохранила всю свою мавританскую стену.
Во время Гражданской войны 1936—1939 годов Малага оставалась базой республиканского флота вплоть до захвата в феврале 1937 года войсками генерала Франко (при поддержке Италии). В 1937 г. несколько тысяч гражданских лиц (сторонников республиканцев), пытавшихся эвакуироваться из Малаги в Альмерию по прибрежной дороге, были убиты в результате артиллерийских обстрелов и бомбардировок (один из крупнейших эпизодов гибели гражданского населения во время той войны).
В 1960-х годах, несмотря на жесткий франкистский режим, Малага переживает экономический бум, связанный с резким увеличения потока туристов, среди которых преобладали британцы и немцы. В 1968 году открылся Малагский университет. В 1970-е годы обретает международную популярность всё побережье Коста-дель-Соль, что способствует улучшению экономического состояния самого города. Позднее расцвет Малаги поддерживался трудовыми мигрантами из Центральной и Восточной Европы, которые обеспечивали наличие достаточного количества рабочей силы для прогресса во всех сферах.

## Население
| 2001     | 2002     | 2004     | 2005     | 2006     | 2007     | 2008     | 2009     | 2010     |
| -------- | -------- | -------- | -------- | -------- | -------- | -------- | -------- | -------- |
| 534 207  | ↗535 686 | ↗547 731 | ↗558 287 | ↗560 631 | ↗561 250 | ↗566 447 | ↗568 305 | ↗568 507 |
| 2011     | 2012     | 2013     | 2014     | 2015     | 2016     | 2017     | 2018     | 2019     |
| ↘568 030 | ↘567 433 | ↗568 479 | ↘566 913 | ↗569 130 | ↘569 009 | ↘569 002 | ↗571 026 | ↗574 654 |
| 2020     | 2021     | 2022     | 2023     | 2024     |          |          |          |          |
| ↗578 460 | ↘577 405 | ↗579 076 | ↗586 384 | ↗591 637 |          |          |          |          |

По численности населения Малага является шестым городом Испании и вторым в Андалусии. Это наиболее густонаселённая агломерация южного побережья Испании, образованная множеством населённых пунктов, расположенных вдоль 160 км побережья Коста-дель-Соль, и центр метрополитенского района, охватывающего 12 других муниципалитетов с общим населением в 987 813 зарегистрированных жителей. По оценкам демографов, Большая Малага является пятым метрополитенским районом Испании, где проживает более 1 млн человек.

## Достопримечательности
В Малаге сохранились руины римского театра (I век нашей эры) и памятники арабского зодчества — возвышающиеся над центром города дворец-крепость мавританских королей Алькасаба (строительство начато в XI веке на месте римского бастиона) и крепость-маяк Хибральфаро (перестроен в XIV веке на месте финикийского поселения). Не завершённый, но тем не менее впечатляющий своими размерами кафедральный собор Малаги соответствует ренессансным вкусам XVI века.  Своим прозвищем Ла-Манкита («Однорукая дама») обязан тому, что его вторая башня так и не была построена из-за отсутствия средств.
В Малаге более 40 музеев и памятных мест. На центральной площади города ежегодно проходит фестиваль Ферия де Агосто. Среди достопримечательностей можно отметить:
- Музей Пикассо, состоящий из галереи, в которой размещено более полутора сотен работ художника, и дома-музея, в котором он родился и вырос;
- Малагский музей — музей истории и развития города и провинции;
- Музей Кармен Тиссен, в котором более 200 полотен испанских мастеров середины XIX — начала XX века;
- Филиал Русского музея — первый в Европе; расположен в здании Табакалеры (бывшей табачной фабрики).
- автомобильный музей — коллекция раритетных автомобилей, начиная с первых самоходных колясок и заканчивая престижными винтажными моделями конца 1960-х. В коллекции также имеются как подлинники, так и копии автомобилей, ранее принадлежавших известным деятелям политики, культуры и искусства.
- Центр современного искусства.
- Музей Хорхе Рандо, музей малагского вина.
- Арена для боя быков Ла-Малагета и популярный пляж Ла-Малагета.

- Малагский собор
- Площадь Мерсед: памятник Пикассо на фоне его дома-музея
- Общий вид бухты
- Центр Помпиду
- Крепость с древнеримским театром на первом плане

## Транспорт

### Воздушный транспорт
В 8 км к юго-западу от города находится Малагский аэропорт, обслуживший в 2016 году 16,67 млн пассажиров. Аэропорт располагает тремя пассажирскими терминалами и двумя взлётно-посадочными полосами и является самым крупным аэропортом Андалусии. С центром города аэропорт связывает автобусная линия и линия пригородной электрички Cercanías.

### Морской транспорт
Малагский порт — один из старейших на побережье Средиземного моря. Из порта Малаги осуществляется паромное сообщение с испанским анклавом Мелилья, расположенным в Африке. В порт можно добраться по шоссе A-7 (Барселона-Кадис) и A-45 (Кордова-Малага).

### Железнодорожный транспорт
Центральный железнодорожный вокзал Малаги носит имя Марии Самбрано. Малага входит в сеть высокоскоростных магистралей Испании, находясь на линии Мадрид-Кордова-Малага.
Действует сеть пригородных поездов Cercanías из двух линий: Малага—Аэропорт—Фуэнхирола (юго-западное направление) и Малага—Алора (северо-западное направление). Конечная станция пригородной электрички расположена в центре города недалеко от улицы Аламеда-Принсипаль.

### Общественный транспорт
Малага обладает хорошо развитой сетью внутригородского общественного транспорта, главный пересадочный узел — центральный проспект Аламеда-Принсипаль, где расположены остановки всех основных автобусных линий города, а также конечная станция малагской пригородной электрички Cercanías. Также Малага располагает широкой сетью междугороднего автобусного сообщения, связывающего столицу с основными населёнными пунктами провинции. Междугородний автобусный вокзал Малаги находится в соседнем здании рядом с центральным железнодорожным вокзалом имени Марии Самбрано, второстепенная междугородняя автостанция Estación de Muelle Heredia находится рядом с главным входом в порт.
В 2014 году открылся метрополитен Малаги, состоящий из двух линий. В городе и пригородах действуют сети автобусных маршрутов.

## Спорт
Известные команды:
- баскетбольный клуб «Малага»
- футбольный клуб «Малага». Домашний стадион клуба Ла-Росаледа

## Климат
Климат Малаги — типичный средиземноморский (Классификация климатов Кёппена: Cfa) с жарким сухим летом и мягкой дождливой зимой. Отличительной особенностью климата города — частые бризы с моря, которые значительно смягчают жару в летние месяцы, что делает город одним из самых благоприятных для проживания  городов Европы. Зимы в Малаге — самые теплые из всех городов Европы с числом жителей более 500 тысяч человек. Средние дневные температуры в декабре-феврале составляют 17—18 градусов °C, горы Сьерра-Морена и Кордильера-Бетика надежно защищают город от холодных вторжений с севера. 
| Показатель                                                                       | Янв. | Фев. | Март | Апр. | Май  | Июнь | Июль | Авг. | Сен. | Окт. | Нояб. | Дек. | Год  |
| -------------------------------------------------------------------------------- | ---- | ---- | ---- | ---- | ---- | ---- | ---- | ---- | ---- | ---- | ----- | ---- | ---- |
| Абсолютный максимум, °C                                                          | 26,8 | 30,0 | 31,4 | 33,0 | 35,0 | 41,0 | 44,2 | 44,0 | 40,0 | 36,0 | 30,4  | 24,6 | 44,2 |
| Средний суточный максимум, °C                                                    | 16,6 | 17,7 | 19,1 | 20,9 | 23,8 | 27,3 | 29,9 | 30,3 | 27,9 | 23,7 | 19,9  | 17,4 | 22,9 |
| Средняя температура, °C                                                          | 12,5 | 13,2 | 14,9 | 16,9 | 19,8 | 23,6 | 26,1 | 26,7 | 23,9 | 19,9 | 15,9  | 13,4 | 18,9 |
| Средний суточный минимум, °C                                                     | 7,3  | 7,9  | 9,0  | 10,4 | 13,4 | 17,1 | 19,7 | 20,5 | 18,2 | 14,3 | 10,8  | 8,4  | 13,1 |
| Абсолютный минимум, °C                                                           | −2,6 | −3,8 | −1,2 | 2,8  | 5,0  | 9,8  | 10,0 | 12,2 | 10,2 | 5,6  | 1,4   | −0,8 | −3,8 |
| Норма осадков, мм                                                                | 81   | 55   | 49   | 41   | 25   | 12   | 2    | 6    | 16   | 56   | 95    | 88   | 524  |
| Температура воды, °C                                                             | 18   | 17   | 17   | 18   | 19   | 20   | 22   | 22   | 22   | 22   | 20    | 19   | 20   |
| Источник: Agencia Estatal de Meteorología, Туристический портал, Погода и Климат |      |      |      |      |      |      |      |      |      |      |       |      |      |

## Города-побратимы
Малага установила дружеские отношения со следующими городами:
- Акаба, Иордания
- Барранкилья, Колумбия (2022)[36]
- Галвестон, США
- Дамаск, Сирия
- Манила, Филиппины
- Мелилья, Испания
- Мирафлорес[вд], Перу
- Мобил, США
- Палермо, Италия
- Пассау, Германия
- Попаян, Колумбия
- Сакатекас, Мексика
- Сур, Ливан
- Фару, Португалия
- /  Эль-Аюн, Марокко / САДР